# L'Accademia del Bene e del Male
L'Accademia del Bene e del Male è una saga fantasy di genere fiabesco dello scrittore Soman Chainani. La saga è ambientato in una fittizia foresta chiamata Selva Infinita.

## Trama

### L'Accademia del Bene e del Male
Nel villaggio di Gavaldon, ogni quattro anni, due bambini a partire dall'età di dodici anni sono rapiti da una forza sconosciuta che li trascina nella Selva che circonda il villaggio. A un certo punto nel corso di quegli anni, una scatola contenente quattro libri di fiabe compare misteriosamente davanti alla libreria del villaggio e, dalle illustrazioni dei volumi raffiguranti facce familiari, gli abitanti deducono che i bambini rapiti sono trascinati all' "Accademia del Bene e del Male" dove vengono addestrati e preparati per diventare eroi e cattivi delle fiabe. Mentre la maggior parte dei ragazzini è terrorizzata da questa forza che li rapisce, soprannominata "Gran Maestro" della scuola, Sophie, una dodicenne amante del rosa, frivola, dolce e graziosa, sogna di essere scelta dal Gran Maestro per coronare il suo sogno di entrare nell'Accademia del Bene e sposare un principe azzurro con cui vivere una storia d'amore e avere il classico "Vissero per sempre felici e contenti". La sua migliore amica Agatha, al contrario, è una ragazzina scontrosa, dark e dall'aspetto oscuro, che vive con la madre in una casa sul cimitero; per questa ragione, è da tutti considerata la perfetta candidata per la Scuola del Male. Allo scadere dei quattro anni, Sophie viene effettivamente rapita dal Gran Maestro e Agatha cerca di salvarla, finendo solo per essere rapita con lei.
Le due sono condotte alle scuole ma, con grande sbigottimento, Sophie viene assegnata alla Scuola del Male, diventando pertanto una studentessa "Mai", mentre Agatha è inviata nella Scuola del Bene e diventa una "Sempre". Sophie tenta inutilmente di scambiare scuola con Agatha, la quale vuole invece solo tornare a casa con l'amica. Tuttavia, Sophie vuole solo andare all'Accademia del Bene, soprattutto dopo essere rimasta colpita dal principe Tedros, studente Sempre e figlio di re Artù. Tutti i tentativi di fuga delle ragazze si rivelano fallimentari mentre Sophie, che desidera ardentemente essere Buona, fatica a integrarsi nella Scuola del Male anche a causa del suo comportamento altezzoso e superficiale.
Nel frattempo anche Agatha è costretta a partecipare alle lezioni per principesse della Scuola del Bene e, pur risultando fallimentare nella maggior parte delle lezioni, scopre in sé una potente capacità: ascoltare e concedere i desideri altrui, potere che può derivare solo da un puro cuore buono. Sophie inizia inavvertitamente ad ottenere ottimi risultati nelle sue classi nonostante cerchi di essere Buona, inimicandosi la sua compagna di classe Hester, figlia della strega di Hansel e Gretel. Convincendosi di non poter entrare nella Scuola del Bene, Sophie accetta di scappare con Agatha e insieme vanno sulla torre del Gran Maestro per chiedere di tornare indietro. La figura si limita a porre loro un indovinello ("Cos'è che il Male non può avere e senza cui il Bene non può vivere?"), promettendo di liberarle se lo risolveranno. Mentre Hester, Anadil e Dot (compagne di stanze di Sophie) cercano di aiutarla a risolvere l'enigma, le raccontano che esistevano un Gran Maestro Buono e uno Cattivo, gemelli, a guidare le Scuole e a vegliare sul Narrastorie, la penna incantata che scrive le fiabe di cui sono protagonisti, finché una Grande Guerra li divise, portando uno a uccidere l'altro sebbene l'identità del vincitore non sia mai stata svelata. Poiché da 200 anni è sempre il Bene ad aggiudicarsi la vittoria nelle fiabe, tuttavia, gran parte degli abitanti della Selva sospettano che ad aver vinto sia stato il gemello Buono. Sophie e Agatha si rendono conto che la risposta all'enigma sia il bacio del vero amore; Agatha, quindi, conclude che se il principe Sempre Tedros bacerà Sophie, una Mai, dimostrerà che lei è una principessa e non può essere cattiva, perciò il Gran Maestro si è sbagliato a condurle lì e loro due saranno libere di tornare a casa.
Agatha cerca di aiutare l'amica a ottenere il bacio di Tedros, scoprendo che Sophie non vuole affatto tornare a casa ma rimanere lì con Tedros dopo averlo conquistato; il ragazzo promette di baciarla una volta che avranno vinto assieme la Sfida delle Fiabe, un test in cui i quindici migliori studenti di ogni scuola entrano in una simulazione della Selva per sopravvivere agli ostacoli del Gran Maestro e degli studenti della fazione opposta. Tuttavia, ciò va all'aria quando Tedros scopre alla fine della prova che Agatha ha aiutato Sophie per tutto quel tempo e che quest'ultima si è rifiutata di aiutarlo per egoismo. Sophie diventa quindi la prima classificata nella Scuola del Male e comincia a nutrire risentimento e rabbia verso Agatha perché convinta le abbia rubato il Lieto Fine.
Dopo che Agatha ha rischiato la vita per salvarlo al contrario di Sophie, Tedros inizia a provare dei sentimenti per lei. Entrambe le ragazze iniziano a subire sottili ma decisivi cambiamenti: Agatha inizia ad attingere alla sua bellezza interiore e trova fiducia in sé stessa e nel Vero Amore dopo una consultazione con la professoressa Clarissa Colombine, mentre Sophie subisce dei Sogni di Nemesi, sogni che hanno i migliori cattivi in cui sono esposti i Buoni che devono uccidere per sopravvivere alla loro fiaba. Sophie pensa che il nemico sia Tedros; inoltre, tra i sintomi, nel corso del tempo il Cattivo diventerà più debole e la Nemesi più forte. Nonostante ciò, Tedros non mostra alcun rafforzamento mentre, al contrario, Agatha diventa una principessa sempre migliore e bellissima. Durante il Torneo dei Talenti, Tedros chiede quindi la mano di Agatha affinché lo accompagni al Ballo delle Nevi; Sophie lo vede e si trasforma in ciò che è diventata internamente, ovvero una strega orribile, vecchia e crudele con l'intento di distruggere la sua Nemesi Agatha, e compie una strage fra gli inservienti di entrambe le scuole.
Dopo che Sophie ha semidistrutto la Scuola del Bene tentando di uccidere Agatha, i Buoni decidono di attaccare in massa la Scuola del Male per porre fine alla minaccia rappresentata da Sophie, dando vita a una cruenta battaglia. Sophie scopre che il Gran Maestro delle Scuole è in realtà malvagio e che intende far di lei la sua regina; la ragazza spera di trovare in lui il suo Lieto Fine piuttosto che con Tedros ma, dopo averlo baciato, ricorda che i Cattivi non possono provare amore. Agatha cerca di aiutare l'amica, al che il Gran Maestro si accinge a ucciderla per avere Sophie tutta per sé, ma quest'ultima si frappone tra lui e l'amica, sacrificandosi per lei. Il veggente insegnante di storia, il professor Augustus Tristus, sacrifica il proprio corpo per possedere temporaneamente l'anima del Gran Maestro Buono affinché uccida quello cattivo, per poi morire a sua volta. Sophie muore per la ferita e Agatha, sconvolta, la bacia; ciò risveglia la ragazza, avendo provato che anche i Cattivi possono amare ed essere amati. Le due ragazze vengono teletrasportate nuovamente a Gavaldon come accordato dal Gran Maestro, lasciando lì Tedros e gli studenti di entrambe le Scuole, che ormai hanno superato le antiche divisioni.

### Un mondo senza eroi
Dopo che Agatha e Sophie sono fuggite dall'Accademia del Bene e del Male, la loro fama è aumentata: tornate all'accademia, Agatha si lascia imbellettare e vestire di rosa da Sophie, la quale è sempre più cattiva. Agatha si pente del finale scelto, vuole un principe al suo fianco.

### L'ultimo lieto fine
Tornati a Gavaldon assieme, Agatha e Tedros tornano nella Selva Infinita per salvare la loro amica dal perfido Gran Maestro

### Missione per la gloria
Gli studenti dell'Accademia del Bene e del Male sono al quarto anno, e per ottenere il diploma devono compiere una missione finale che è diversa per ciascuno studente. Agatha e Tedros vogliono riportare Camelot allo sfarzo del passato, mentre Sophie vuole modellare il Male a propria immagine.

### Prima che sia per sempre
Rhian si è impadronito del trono di Camelot e ha condannato a morte il legittimo re, Tedros. Agatha, la sua regina, riesce a scappare, mentre Sophie è prigioniera di Rhian. Il suo matrimonio con Rhian è imminente e le vite dei due amici sono sempre più a rischio.

### Un solo vero Re
Excalibur è estratta dalla roccia e viene individuato il nuovo re, per cui sono due i pretendenti della corona. Nessuno ottiene la corona fino al completamento del torneo dei Re, che consiste di tre prove.

## Personaggi
- Agatha: Lettrice di Oltre Foresta, Studentessa dell'Accademia del Bene
- Sophie: Lettrice di Oltre Foresta, Studentessa dell'Accademia del Male
- Tedros: Principe di Camelot, Studente dell'Accademia del Bene
- Gran maestro: Capo dell'Accademia del Bene e del Male
- Clarissa Colombine: Preside dell'Accademia del Bene
- Lady Pocus: Preside dell'Accademia del Male
- Yuba lo Gnomo: Insegnante di Sopravvivenza nelle Favole
- Hester: Compagna di stanza di Sophie, Studentessa dell'Accademia del Male
- Anadil: Compagna di stanza di Sophie, Studentessa dell'Accademia del Male
- Dot: Compagna di stanza di Sophie, Studentessa dell'Accademia del Male
- Beatrix: Studentessa dell'Accademia del Bene
- Kiko: Amica di Agatha, Studentessa dell'Accademia del Bene
- Hort: Studente dell'Accademia del Male
- Lady Lasso: professoressa dell'accademia del Male
- Professoressa Dovey: professoressa dell'accademia del Bene

## Elenco dei romanzi
La saga consiste di sei romanzi principali:
1. L'Accademia del Bene e del Male (The School for Good and Evil), pubblicato in inglese il 12 maggio 2013, in italiano nel 2015.
2. L'Accademia del Bene e del Male: Un mondo senza eroi (The School for Good and Evil: A World Without Princes), pubblicato in inglese nel 2014, in italiano nel 2016.
3. L'Accademia del Bene e del Male: L'ultimo lieto fine (The School for Good and Evil: The Last Ever After), pubblicato in inglese nel 2015, in italiano nel 2017.
4. L'Accademia del Bene e del Male: Missione per la gloria (The School for Good and Evil: Quests for Glory), pubblicato in inglese nel 2017, in italiano nel 2018.
5. L'Accademia del Bene e del Male: Prima che sia per sempre (The School for Good and Evil: A Crystal of Time), pubblicato in inglese nel 2019, in italiano nel 2019.
6. L'Accademia del Bene e del Male: Un solo vero Re (The School for Good and Evil: One True King), pubblicato in inglese il 2 giugno 2020, in italiano il 16 febbraio 2021.

La saga include anche un libro extra, ovvero The School for Good and Evil: The Ever Never Handbook, pubblicato in inglese nel 2016. In Italia è inedito.

## Adattamento
Poco dopo la pubblicazione del primo romanzo, la Universal Pictures ha acquisito i diritti per produrre una serie di film in live-action, ma i film non furono mai realizzati. Nel 2020 Netflix ha annunciato che avrebbe realizzato il proprio adattamento cinematografico del romanzo, diretto da Paul Feig. Sophia Anne Caruso e Sofia Wylie sono state scelte per i ruoli principali nel dicembre 2020. Inoltre, Charlize Theron, Kerry Washington, Laurence Fishburne e Michelle Yeoh hanno tutti ruoli secondari nel film. Il 19 marzo 2021 è stato annunciato che Jamie Flatters interpreterà Tedros e Kit Young interpreterà Rafal. Il 24 marzo 2021, è stato rivelato che Earl Cave interpreterà Hort. Le riprese sono avvenute presso i Belfast Harbour Studios nell'Irlanda del Nord. Il 6 giugno 2022, in occasione della Geeked Week, Netflix pubblica il primo poster ufficiale dell'adattamento.
Il 19 ottobre 2022 Netflix fa uscire l'adattamento.